# Fusarium robustum
Fusarium robustum är en svampart som beskrevs av Gerlach 1977. Fusarium robustum ingår i släktet Fusarium och familjen Nectriaceae.   Inga underarter finns listade i Catalogue of Life.